# Victoria Glendinning
Victoria Glendinning, född 23 april 1937 i Sheffield, South Yorkshire, är en brittisk författare av främst biografier. 
Glendinning föddes i en kväkarfamilj i Sheffield. Hennes far var Baron Seebohm. Glendinning växte upp nära York och studerade moderna språk vid Oxfords universitet. Hon gifte sig med professor Nigel Glendinning 1958. De skilde sig 1981. Hennes andra man Terence de Vere White dog i Parkinsons sjukdom 1994. En av hennes söner är Matthew Glendinning, med vem hon tillsammans med skrev boken Sons and Mothers. En annan av hennes söner är matematikern Paul Glendinning.

### Utgivet på svenska
- Charlotte: Kvinna i det viktorianska England 1996

## Priser och utmärkelser
- Duff Cooper prize 1981 för Edith Sitwell